# Siren of Corsica
Siren of Corsica è un cortometraggio muto del 1915 diretto da Joseph W. Smiley.

## Produzione
Il film fu prodotto dalla Lubin Manufacturing Company.

## Distribuzione
Distribuito dalla General Film Company, il film - un cortometraggio di 750 metri - uscì nelle sale USA il 10 marzo 1915.